# Hercegány
Hercegány (románul: Hărțăgani) falu Romániában, Hunyad megyében.

## Fekvése
Dévától 26 kilométerre északra, Brádtól 25 kilométerre délkeletre, az Erdélyi-érchegységben elterülő szórványtelepülés. Négy falurésze (Racăș, Carpeni, Grelești és Gruieri) négy párhuzamos völgyben fekszik.

## Nevének eredete
Neve a Harțag/Herceg személynévből való, román képzővel. 1439-ben Herczegfalwa, 1525-ben Hercjegan, 1597-ben Herczeghelie néven jegyezték fel magyarul, 1733-ban Herczigány-ként írták át a kiejtett román alakot.

## Története
A falu feletti Măgura Băii és Dealul Cărbunarilor hegyek oldalában ókori nemesfémkitermelés maradványait találták meg. A középkor végén és az újkor elején a világosi váruradalom falva volt, 1525-ben 25 jobbágycsaláddal. Zaránd, 1876-tól Hunyad vármegyéhez tartozott. Földesura 1662-től a Kászoni család, 1742-ben Naláczy József és Barcsay György voltak. Aranybányáit 1703-ban felhagyták, majd Steinville erdélyi katonai parancsnok 1716-tól tizenkét éven keresztül ismét műveltette őket. 1736-ban egy német társaság újra megnyitott egy Steinville idején művelt, beomlott tárnát, de a helyi lakosság kidobálta a szerszámokat a tárnából. 1733-ban nyolcvan román családját írták össze egy görögkatolikus és egy ortodox pappal, 1784–87-ben pedig 1013 ortodox hívőt. Ezzel a környék legnépesebb falvának számított. Egyik aranybányáját a 19. század végén egy holland–francia tulajdonú vállalat művelte. 1895-ben 22 283 szilvafát számoltak össze határában. Lakói a 20. század első felében főként bányászattal és állattenyésztéssel, télen pedig szűcsmunkával foglalkoztak.
1880-ban 1390 lakosából 1347 volt román, 34 cigány és 7 magyar anyanyelvű; 1377 ortodox vallású. 2002-ben 946 lakosa közül 945 volt román nemzetiségű; 926 ortodox vallású.

## Látnivalók
- Ortodox fatemploma 1793-ban, egy korábbi helyére épült. A 19. század végén hajóját 3,65 méterrel meghosszabbították és új mennyezetet kapott. Ikonosztáza barokk stílusú.

## Képek

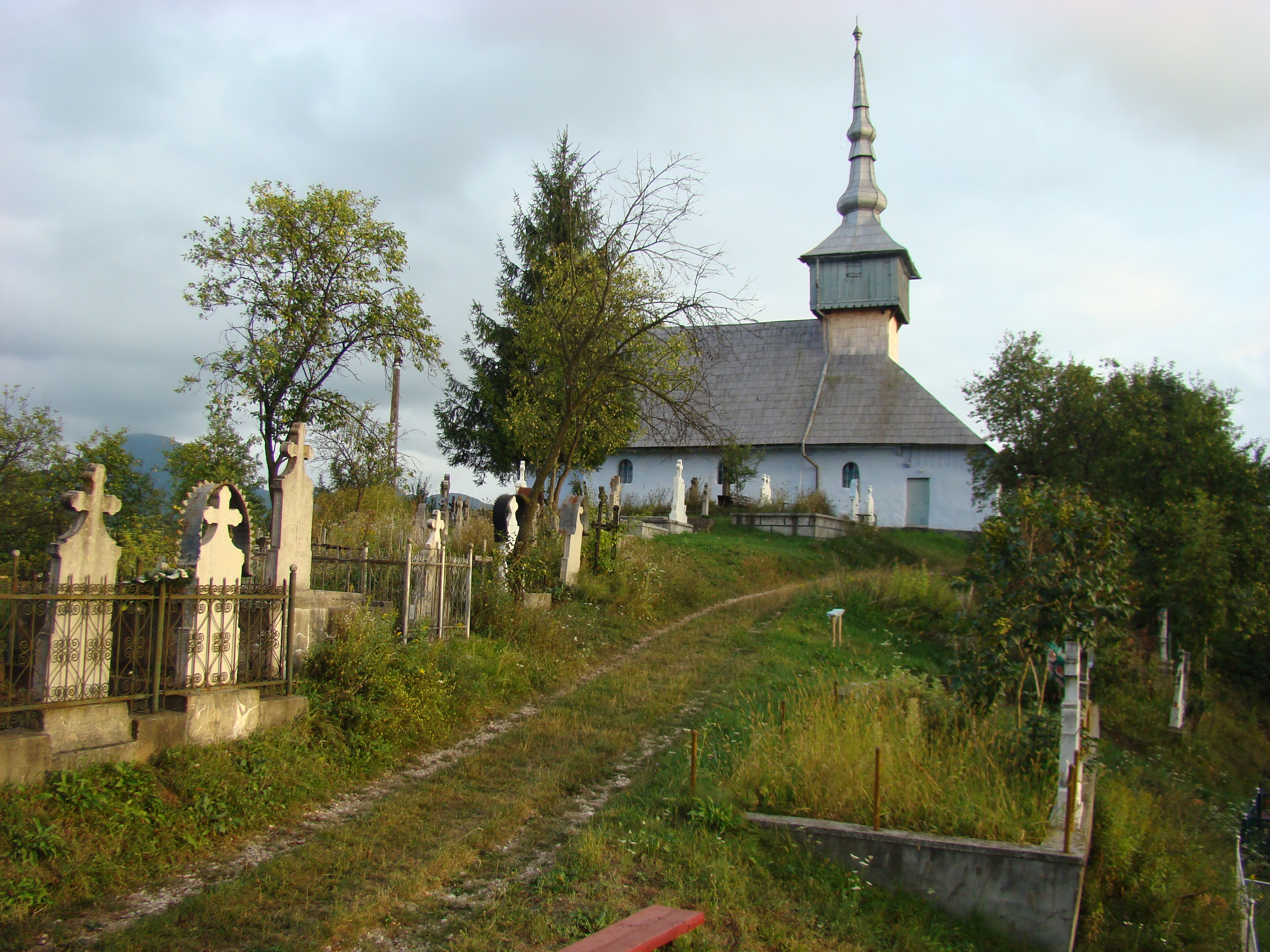
Fatemplom
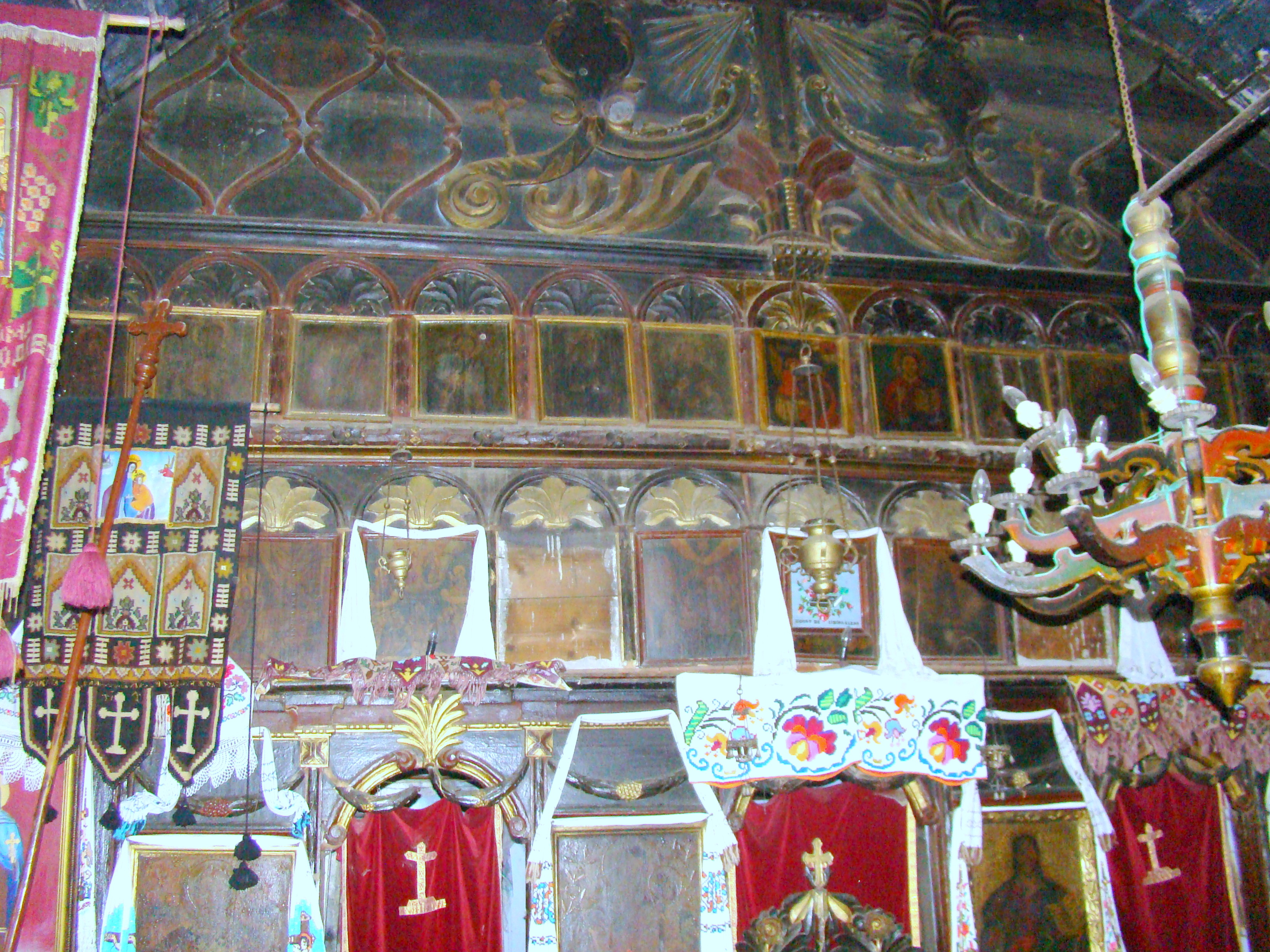
Ikonosztáz